# Hasenkopf (Salzkammergut-Berge)
Der Hasenkopf ist ein 895 m ü. A. hoher Berg im österreichischen Bundesland Salzburg direkt an der oberösterreichischen Landesgrenze. Unweit südlich stehen die Bildbäume Goldene Kutsche (867 m ü. A.) und Toter Mann (874 m ü. A.) als Landmarken.

## Lage und Landschaft
Die bewaldete Kuppe liegt zwischen Wallersee und Irrsee (Zellersee) im Massiv des Kolomansbergs, der östlichen Gruppe der Mondseer Flyschberge und nordwestlichen der Salzburger Voralpen. Sie befindet sich südlich oberhalb von Sommerholz und dem Sommerholzer Sattel, der vom Kolomansberg zum Irrsberg leitet, im Süd–Nord streichenden Hauptkamm des Massivs. Nordwestlich unterhalb liegt die Ruine Wildeneck.
Die salzburgisch-oberösterreichische Landesgrenze verläuft direkt über den Gipfel, hier treffen die Gemeinden Neumarkt am Wallersee, Oberhofen am Irrsee und Tiefgraben aufeinander.
250 Meter südlich des Gipfels liegt eine Einsattelung, die man nach dem nahen Flurdenkmal Goldene Kutsche nennt, weitere 200 Meter südlich von dieser eine Anhöhe, Toter Mann genannt.

## Geologie und Hydrographie
Geologisch zählt der Hasenkopf zur Flyschzone, er besteht aus Oberkreideflysch, und zwar im Gipfelbereich Altlengbach-Formation (Maastrichtium–Thanetium, Wende Kreide/Paläozän, 70–50 Mio. Jahre), südlich beim Toten Mann aber teilweise Zementmergelserie (Coniacium–Campanium, ca. 90–70 Mio. Jahre alt). Diese Verfaltelung ist für die Mondseer Flyschberge typisch und wiederholt sich mehrmals bis zum Alpenrand.
Die Westflanke entwässern mehrere Gräben zum Irrsee (Wildeneckbach, Gräben bei Hauben und Steininger), die Westseite Klausbach und Petersgraben zum Steinbach, der über Neumarkt in den Wallersee mündet. Damit bildet der Gipfel auch die Wasserscheide zwischen Salzach-Gebiet (zum Inn) und Einzugsgebiet der Ager (zur Traun).

## Wege und Kultur
Der Berg ist von allen Seiten leicht auf Forststraßen und diversen Wanderwegen erreichbar. Westlich unterhalb passieren der Arnoweg (Etappe 58 Thalgau – Irrsdorf) und Via Nova (Verbindung Teile 4 und 5 von Neumarkt oder Bergvariante Irrsdorf nach Mondsee), die hier eine Zeitlang dieselbe Route teilen. Über den Gipfel selbst führt ein vergleichsweise schlechter Steig, der vom Forstweg bei der Goldenen Kutsche südlich des Gipfels abzweigt und nördlich wieder darauf stößt.
Die Goldene Kutsche erinnert an eine Sage. Die Herrin von Wildeneck soll, als sie sich mit ihrer prächtigen Kutsche des Abends im Wald verfahren hatte und beim Gebetsläuten von Sommerholz her ihren Kutscher fluchend zum Weiterfahren antrieb, statt um Beistand zu beten, hier zur Strafe im Waldboden versunken sein. Später tat sich eine Grube auf, doch fand man die Kutsche nicht.
Der Tote Mann ist eine Bildtafel, die sich einem Mordfall widmet. Hier wurde am 5. Jänner 1826 ein Anglöckler um eines Krapfens wegen erstochen. Das Anglöckeln war ein Heischebrauch am Dreikönigstag, bei dem die Armen eines Dorfes gegen Vorsingen ein Gebäck erhielten, und der bis heute als Sternsingen weitergepflegt wird.